# Grayia spinosa
Grayia es un género monotípico de plantas herbáceas perteneciente a la familia Amaranthaceae. Su única especie: Grayia spinosa es originaria de Norteamérica.

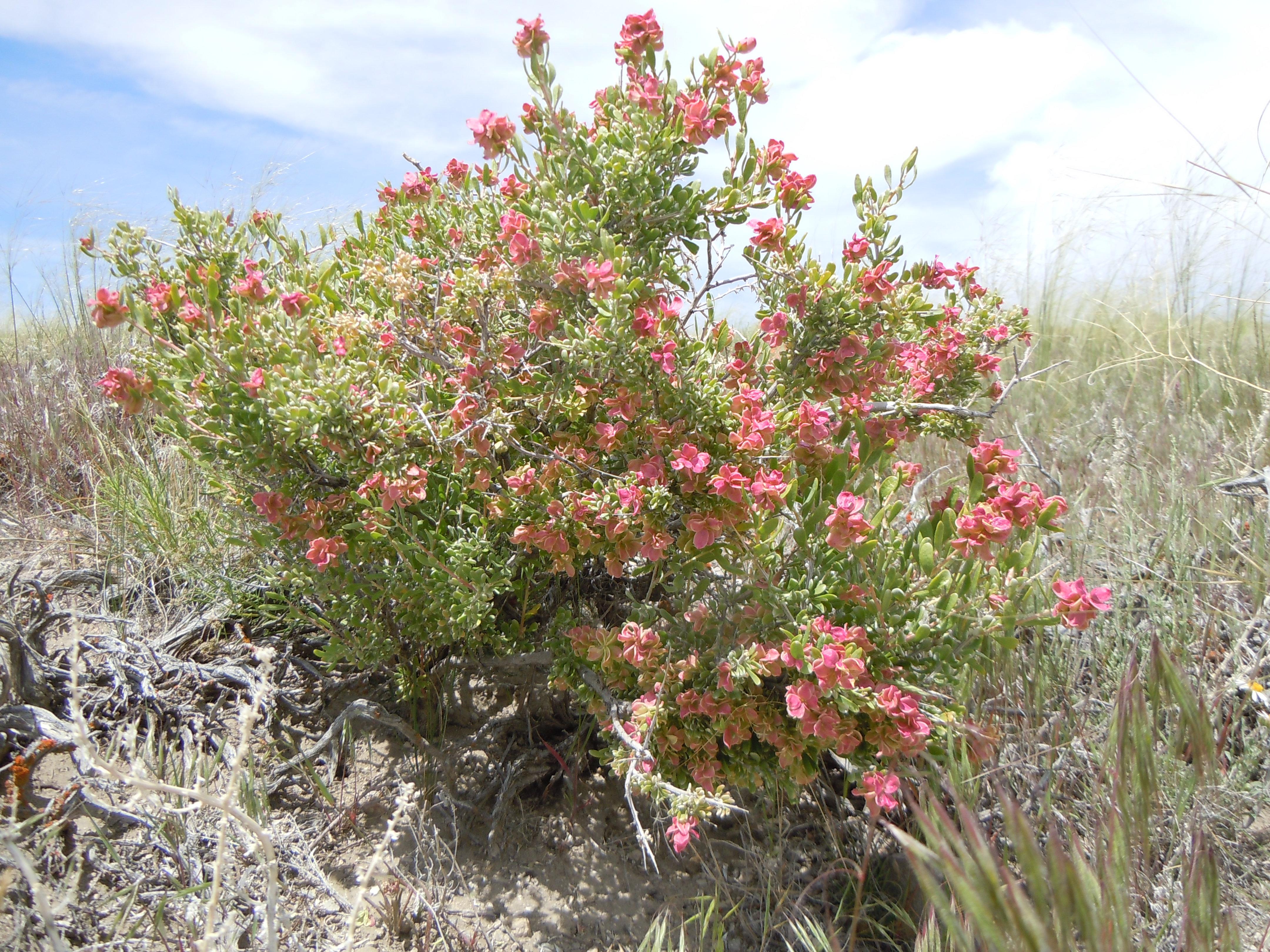
Vista de la planta

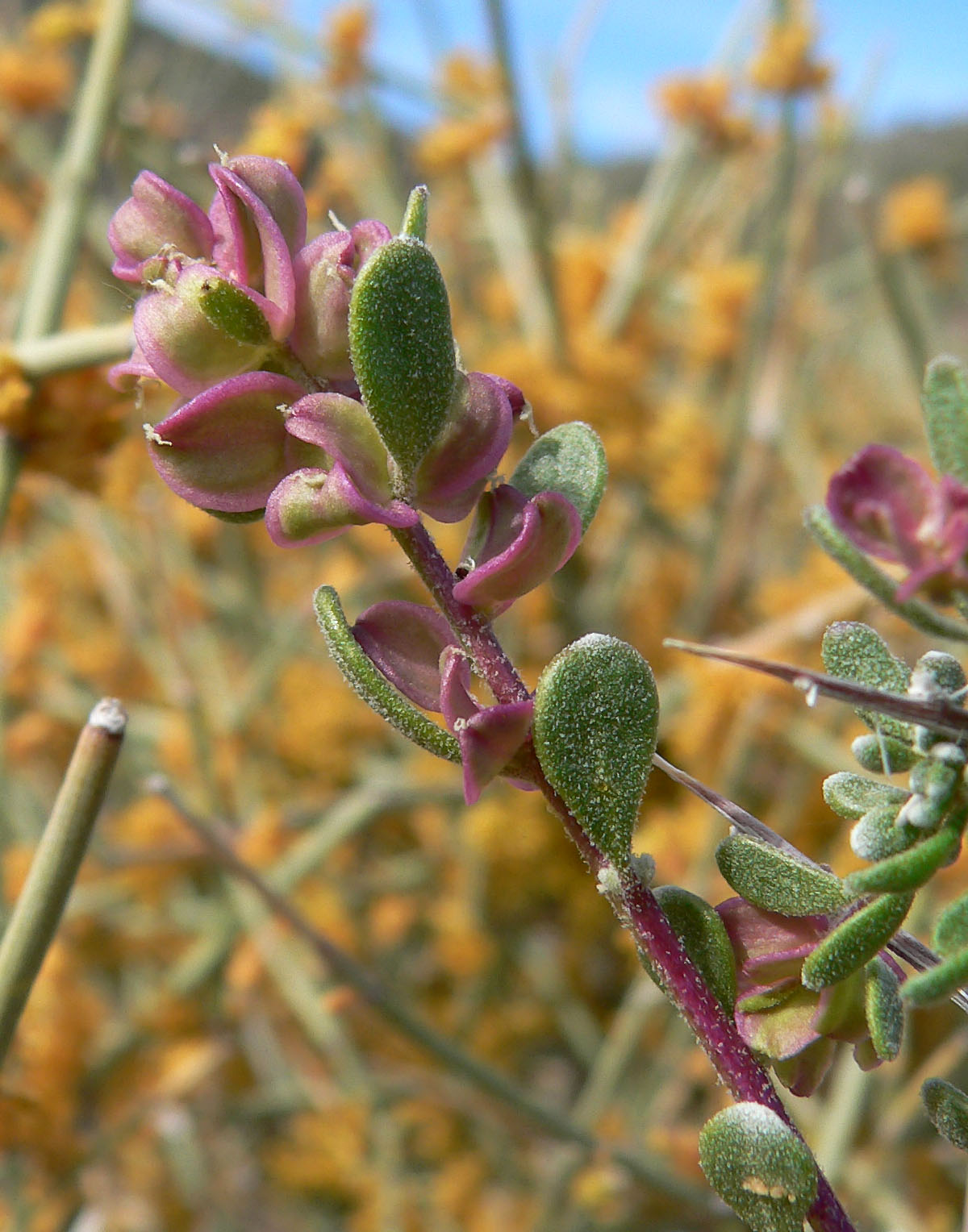
Inflorescencia

## Distribución
Esta planta se encuentra ampliamente distribuida en todo el oeste de los Estados Unidos, donde crece en el desierto y en hábitats de montaña. 

## Descripción
Es una planta pequeña muy ramificada, zarzas o arbusto generalmente de 1 a 3 metros de altura. Las ramas grises, tienen extremos puntiagudos espinosos y ramas tiesas. Durante la estación de crecimiento de las ramas están cubiertas de pequeñas hojas de forma ovalada y plana, la mayoría menores de 3 centímetros de longitud.
Es un arbusto dioico, con individuos masculinos con flores en grupos que son semejantes a hojas rodeadas de brácteas y los individuos femeninos que producen inflorescencias de frutos de color rosa, amarillo o blanco con brácteas diminutas que rodean las flores pistiladas sin pétalos. Las inflorescencias femeninas son mucho más grandes que las masculinas y hacen que la planta sea uno de los arbustos más coloridos, en el hábitat de la primavera. El fruto es un utrículo de solo unos pocos milímetros de ancho.
El arbusto pierde las hojas y las flores en el verano en lugares calurosos o secos y se convierte en un matorral leñoso gris, es de hoja perenne en algunas regiones.

## Taxonomía
El género fue descrito por Hook. ex Arn. y publicado en The Botany of Captain Beechey's Voyage 387–388. 1841[1840]. La única especie Grayia spinosa fue descrita por (Hook.) Moq. y publicado en Prodromus Systematis Naturalis Regni Vegetabilis 13(2): 119. 1849.
Etimología
Grayia: nombre genérico otorgado en honor del botánico Asa Gray.
spinosa: epíteto latino que significa "con espinas".
Sinonimia
- Atriplex grayi Collotzi ex W.A.Weber
- Atriplex spinosa Collotzi ex C.L.Hitchc.
- Chenopodium spinosum Hook.
- Grayia polygaloides Hook. & Arn.